# Третьяков, Пётр Николаевич
Пётр Никола́евич Третьяко́в (30 октября (12 ноября) 1909, Кострома — 12 июня 1976, Ленинград) — советский археолог-славист, доктор исторических наук (1945), член-корреспондент АН СССР (1958), старший научный сотрудник Института археологии АН СССР. Автор многочисленных работ, посвящённых происхождению и древнейшей истории восточных славян, истории Древней Руси и возникновения древнерусской народности.

## Биография

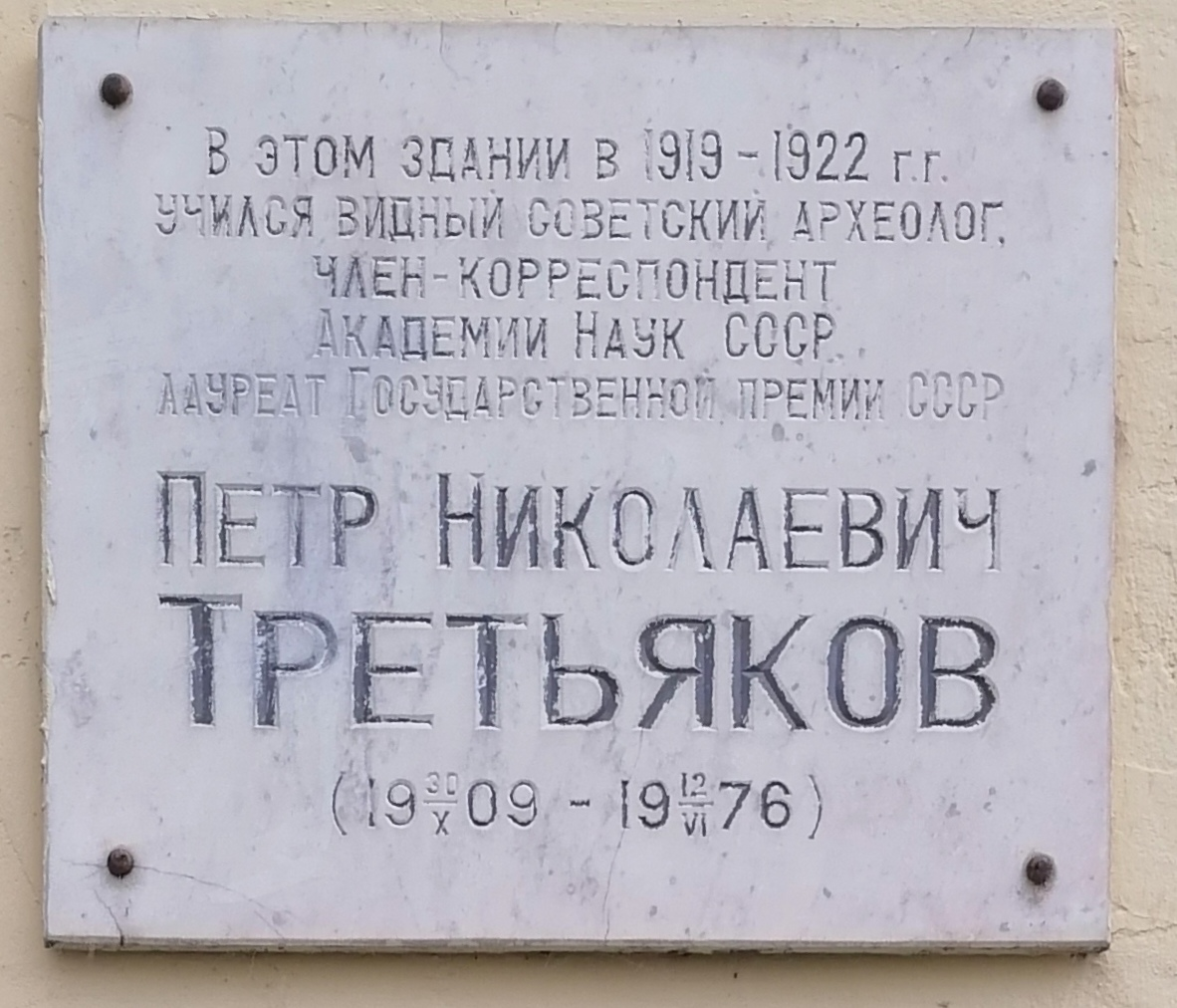
Мемориальная доска в Костроме, ул. Пятницкая, 2/18

В старших классах школы участвовал в деятельности этнологической станции Костромского научного общества краеведения, в Костромском государственном музее; ученик краеведа В. И. Смирнова.
В 1927 году начал работу в ГАИМК (впоследствии ИИМК, Институт археологии) в Ленинграде. Окончил историко-лингвистический факультет ЛГУ (1930), занимался у П. П. Ефименко, А. А. Миллера, А. А. Спицына. С 1934 по 1946 год — доцент кафедры археологии исторического факультета ЛГУ; в 1938 году без защиты диссертации стал кандидатом исторических наук, в 1945 году получил докторскую степень за монографию «К истории племен Верхнего Поволжья в I тысячелетии н. э.». Заместитель директора (1940—1941, 1945—1946), заведующий Ленинградским отделением ИИМК АН СССР (1947—1951). Также работал в Главном политическом управлении РККА (1941—1945),
С 1946 года работал в Москве, занимал ряд значимых позиций в исторической науке и археологии: консультант управления агитации и пропаганды ЦК ВКП(б) по археологии, этнографии и истории, профессор Академии общественных наук при ЦК (с 1947), заведующий сектором этногенеза народов Восточной Европы ИИМК (1947—1951), главный редактор «Вопросов истории» (1950—1953), директор Института славяноведения (1951—1959), заместитель академика-секретаря Отделения исторических наук АН СССР (1954—1959). В конце 1950-х годов вернулся в Ленинград.
Редактор и соавтор ряда томов серии «Материалы и исследования по археологии СССР», «Очерков по истории СССР» (т. 1-2, 1956—1958), «Истории культуры Древней Руси» (т. 1-2, 1948—1951), академических историй Болгарии (1954), Польши (1954), Чехословакии (1956) и др. Участвовал в создании серии «Краткие сообщения ИИМК», являлся одним из авторов подготовленного Институтом истории коллективного труда «История СССР» (тома I, II). Руководитель археологических экспедиций в Верхнее (1929, 1933—1937) и Среднее (1930) Поволжье, Среднее (1938, 1940, 1946—1949) и Верхнее (1950—1960-е) Поднепровье.
Похоронен на Серафимовском кладбище.

## Основные работы
Книги
- Костромские курганы. — Л., 1931. — (Известия ГАИМК. — Т. X, вып. 6-7).
- Подсечное земледелие в Восточной Европе / отв. ред. С. Н. Быковский. — Л., 1932. — (Известия ГАИМК. — Т.XIV, вып.1).
- К истории племён Верхнего Поволжья в первом тысячелетии н. э. / отв. ред. М. И. Артамонов. — М.—Л.: Изд-во АН СССР, 1941. — (Материалы и исследования по археологии СССР. № 5).
- Ефименко П. П., Третьяков П. Н. Древнерусские поселения на Дону / отв. ред. Б. Д. Греков. — М.—Л.: Изд-во АН СССР, 1948. — (Материалы и исследования по археологии СССР. № 8).
- Восточнославянские племена / отв. ред. Б. Д. Греков. — М.—Л.: Изд-во АН СССР, 1948. (Сталинская премия).
  - 2-е изд. — М.: Изд-во АН СССР, 1953.
- Памятники древнейшей истории Чувашского Поволжья / под ред. А. П. Смирнова. — Чебоксары: Чувашгосиздат, 1948.
- Третьяков П. Н., Шмидт Е. А. Древние городища Смоленщины / отв. ред. И. И. Ляпушкин. — М.—Л.: Изд-во АН СССР, 1963.
- Финно-угры, балты и славяне на Днепре и Волге. — М.—Л.: Наука, 1966.
- У истоков древнерусской народности. — Л.: Наука, 1970. — (Материалы и исследования по археологии СССР. № 179).
- По следам древних славянских племен / под ред. Б. А. Рыбакова, Э. А. Сымоновича. — Л.: Наука, 1982.

Статьи
- Из материалов Средневолжской экспедиции // Сообщения ГАИМК. — 1931. — № 3. — С. 13—16.
- Средневековые городища ЧАССР // Сообщения ГАИМК. — 1932. — № 5/6. — С. 62—66.
- Расселение древне-русских племён по археологическим данным // Советская археология / отв. ред. В. В. Струве, И. И. Мещанинов. — Т. IV. — М.—Л.: Изд-во АН СССР, 1937. — С. 33—51.
- Калужская экспедиция Государственной академии истории материальной культуры им. Н. Я. Марра 1936 // Советская археология / отв. ред. В. В. Струве, И. И. Мещанинов. — Т. IV. — М.—Л.: Изд-во АН СССР, 1937. — С. 328—330.
- Новые данные по эпипалеолиту Верхнего Поволжья // Бюллетень Комиссии по изучению четвертичного периода / отв. ред. И. М. Губкин. — №. 6-7. — М.—Л.: Изд-во АН СССР, 1940. — С. 39—41.
- Северные восточно-славянские племена // Этногенез восточных славян / под ред. М. И. Артамонова. — Т. I. — М.—Л.: Изд-во АН СССР, 1941. — С. 9—55. — (Материалы и исследования по археологии СССР. № 6).
- Славянская (Днепровская) экспедиция 1940 г. // КСИИМК / отв. ред. С. Н. Бибиков. — Вып. X. — М.—Л.: Изд-во АН СССР, 1941. — С. 120—124.
- Восточно-славянские племена в свете археологических исследований последних лет // КСИИМК / отв. ред. Б. Д. Греков. — Вып. XIII. — М.—Л.: Изд-во АН СССР, 1946. — С. 39—44.
- Стародавні слов’янські городища у верхній течії Ворскла (укр.) // Археологія  / відп. ред. П. Єфіменко. — Київ: Вид-во АН УРСР, 1947. — Вип. I. — С. 123—140. Архивировано 13 августа 2023 года.
- Древние городища Верхнего Поволжья // Советская археология / отв. ред. Б. Д. Греков. — Т. IX. — М.—Л.: Изд-во АН СССР, 1947. — С. 61—78.
- Анты и Русь // Советская этнография. — 1947. — № 4. — С. 71—83.
- Звіт про археологічні дослідження 1946 р. в басейні річок Росі і Тясмину (укр.) // Археологічні пам’ятки УРСР  / відп. ред. П. Єфіменко. — Київ: Вид-во АН УРСР, 1949. — Т. I. — С. 223—236. Архивировано 27 апреля 2023 года.
- Эпипалеолитические поселения Скнятинских дюн // Материалы по археологии Верхнего Поволжья / отв. ред. П. Н. Третьяков. — М.—Л.: Изд-во АН СССР, 1950. — С. 15—25. — (Материалы и исследования по археологии СССР. № 13).
- Древлянские «грады» // Академику Борису Дмитриевичу Грекову ко дню семидесятилетия. — М.: Изд-во АН СССР, 1952. — С. 64—68.
- У истоков Древней Руси // По следам древних культур: Древняя Русь / науч. ред. и сост. Г. Б. Федоров. — М.: Госкультпросветиздат, 1953. — С. 9—34.
- К вопросу об этническом составе населения Волго-Окского междуречья в I тыс. н. э. // Советская археология. — 1957. — № 2. — С. 64—77.
- Волго-окская топонимика и вопросы этногенеза финно-угорских народов // Советская этнография. — 1958. — № 4. — С. 9—17.
- Чаплинское городище // Памятники зарубинецкой культуры / под ред. П. Н. Третьякова. — М.—Л.: Изд-во АН СССР, 1959. — С. 119—153. — (Материалы и исследования по археологии СССР. № 70).
- Этногенический процесс и археология // Советская археология. — 1962. — № 4. — С. 3—16.
- Восточные славяне и балтийский субстрат // Советская этнография. — 1967. — № 4. — С. 110—118.
- Зарубинецкая культура и поднепровские славяне // Советская археология. — 1968. — № 4. — С. 58—68.
- Об истоках культуры роменско-борщевской древнерусской группировки // Советская археология. — 1969. — № 4. — С. 78—90.
- Основные итоги и задачи изучения зарубинецких древностей // Новые данные о зарубинецкой культуре в Поднепровье / отв. ред. П. Н. Третьяков. — Л.: Наука, 1969. — С. 7—16. — (Материалы и исследования по археологии СССР. — № 160).
- Некоторые итоги изучения восточнославянских древностей // КСИА / отв. ред. Т. С. Пассек. — Вып. 118. — М.: Наука, 1969. — С. 20—31.
- Старожитності І тисячоліття н. е. в Середньому Подесенні (укр.) // Середні віки на Україні  / відп. ред. Ф. П. Шевченко. — Київ: Наукова думка, 1971. — Вип. 1. — С. 113—121. Архивировано 5 декабря 2023 года.
- 3 історії східних слов’ян у І тисячолітті н. е. (укр.) // Археологія  / відп. ред. В. Д. Баран. — Київ: Наукова думка, 1973. — Вип. 10. — С. 3—8. Архивировано 26 ноября 2023 года.
- Древности второй и третьей четвертей I тыс. н. э. в Верхнем и Среднем Подесенье // Раннесредневековые восточнославянские древности  / под ред. П. Н. Третьякова. — Л.: Наука, 1974. — С. 40—118.

## Награды и премии
- орден Ленина (27.03.1954);

Могила Третьякова на Серафимовском кладбище Санкт-Петербурга

- орден Трудового Красного Знамени (21.11.1969);
- Сталинская премия (1952);
- медали.